# 2013年前郭地震
2013年前郭地震是指2013年11月23日发生于中国吉林省前郭县的地震。是次地震序列中规模最大的地震的规模为Ms 5.8级、MW 5.3级、Mb 5.5级，震源深度约9千米，最大烈度为7度，为1961年以来吉林省内发生的最大震级浅源地震。虽然规模不大，但本次地震还是造成了23人受伤，近6万户房屋受损（其中1.6万户严重受损），25.7万人受灾，经济损失达20.23亿元人民币。

## 发生背景
虽然吉林省被认为是中国相对少震、弱震的省份，但在1999年汪清地震和2002年汪清地震两次强烈深震发生后，若从1916年起计，中国东北地区因上述两次地震的触发后进入第五次地震活跃期。东北地区的中强浅源地震因此变得活跃起来，尤其是在2002年汪清地震后，在随后的三年内，连续发生了一系列中强地震。吉林省地震与火山分析预报研究中心副主任盘晓东于2015年表示，进入21世纪以来，吉林省西部地区的地震活动相对较强，以2006年乾安地震和2013年前郭地震为典型，造成了严重损失。

## 参数测定
中国地震台网测定，2013年前郭地震的规模为Ms 5.8级，震源深度约9千米，最大烈度为8度以上，受灾范围约6500平方千米。美国地质勘探局测定，本次地震震级为MW 5.3级、Mb 5.5级，震源深度约10千米，最大烈度为7度。
吉林省地震局的张洪艳根据瓦尔德豪泽（Waldhauser）等人于2000年提出的双差定位法对2013年前郭地震的序列进行了重定位，认为本次序列的事件主要集中在查干泡－道字井断裂北支东侧，但扶余－肇东断裂也一起控制着此次地震序列的发展形态。

## 震害情况
地震发生后，前郭县和乾安县供电部门迅速组织78人的电力排查抢修队对受灾区的供电设备和线路进行排查，排查出前郭县共有1个变压器受到损坏。虽然规模不大，但本次地震还是造成了23人受伤，近6万户房屋受损（其中1.6万户严重受损），25.7万人受灾，经济损失达20.23亿元人民币。